# Blarinella
Blarinella és un gènere de musaranyes de la família dels sorícids.

## Taxonomia
- Blarinella griselda
- Blarinella quadraticauda
- Blarinella wardi